# Lijst van voetbalinterlands Panama - Qatar
Deze lijst van voetbalinterlands is een overzicht van alle officiële voetbalwedstrijden tussen de nationale teams van Panama en Qatar. De landen speelden tot op heden drie keer tegen elkaar. De eerste ontmoeting, een groepswedstrijd tijdens de CONCACAF Gold Cup 2021, werd gespeeld in Houston (Verenigde Staten) op 13 juli 2021. Het laatste duel, een kwartfinale van de CONCACAF Gold Cup 2023, vond plaats op 8 juli 2023 in Arlington (Verenigde Staten).

## Wedstrijden
| № | Plaats    | Datum           | Competitie             | Wedstrijd      | Uitslag |
| - | --------- | --------------- | ---------------------- | -------------- | ------- |
| 1 | Houston   | 13 juli 2021    | CONCACAF Gold Cup 2021 | Qatar – Panama | 3 − 3   |
| 2 | Marbella  | 5 november 2022 | Vriendschappelijk      | Qatar − Panama | 2 − 1   |
| 3 | Arlington | 8 juli 2023     | CONCACAF Gold Cup 2023 | Panama − Qatar | 4 − 0   |

## Samenvatting
| Competitie        | Totaal gespeeld | Winst Panama | Gelijk | Winst Qatar | Doelsaldo Panama – Qatar |
| ----------------- | --------------- | ------------ | ------ | ----------- | ------------------------ |
| CONCACAF Gold Cup | 2               | 1            | 1      | 0           | 7 − 3                    |
| Vriendschappelijk | 1               | 0            | 0      | 1           | 1 − 2                    |
| Totaal            | 3               | 1            | 1      | 1           | 8 − 5                    |

FEPAFUT · A-internationals · Selecties · Bondscoaches · Panamees vrouwenelftal · Panama U21 · Panama U20 · Panama U19 · Panama U18 · Panama U17
1930 – 1949 · 
1950 – 1959 · 
1960 – 1969 · 
1970 – 1979 · 
1980 – 1989 · 
1990 – 1999 · 
2000 – 2009 · 
2010 – 2019 ·
2020 – 2029
CGC 1991 · 
CGC 1993 · 
CGC 1996 · 
CGC 1998 · 
CGC 2000 · 
CGC 2002 · 
CGC 2003 · 
CGC 2005 · 
CGC 2007 · 
CGC 2009 · 
CGC 2011 · 
CGC 2013 · 
CGC 2021
WK 2018
1938 · 
1939 · 
1940 · 
1941 · 
1942 · 1943 · 1944 · 1945 · 
1946 · 
1947 · 
1948 · 
1949 · 
1950 · 
1951 · 
1952 · 
1953 · 
1954 · 
1955 · 
1956 · 
1957 · 
1958 · 
1959 · 
1960 · 
1961 · 
1962 · 
1963 · 
1964 · 
1965 · 
1966 · 
1967 · 
1968 · 
1969 · 
1970 · 
1971 · 
1972 · 
1973 · 
1974 · 
1975 · 
1976 · 
1977 · 
1978 · 
1979 · 
1980 · 
1981 · 
1982 · 
1983 · 
1984 · 
1985 · 
1986 · 
1987 · 
1988 · 
1989 · 
1990 · 
1991 · 
1992 · 
1993 · 
1994 · 
1995 · 
1996 · 
1997 · 
1998 · 
1999 · 
2000 · 
2001 · 
2002 · 
2003 · 
2004 · 
2005 · 
2006 · 
2007 · 
2008 · 
2009 · 
2010 · 
2011 · 
2012 · 
2013 · 
2014 · 
2015 · 
2016 · 
2017 ·
2018 ·
2019 ·
2020 ·
2021 ·
2022 ·
2023 ·
2024
Anguilla ·
Argentinië · 
Armenië · 
Aruba · 
Bahama's ·
Bahrein ·
Barbados ·
België · 
Belize · 
Bermuda · 
Bolivia · 
Brazilië · 
Canada · 
Chili · 
Colombia · 
Costa Rica · 
Cuba · 
Curaçao ·
Denemarken ·
Dominica · 
Dominicaanse Republiek · 
Ecuador · 
El Salvador · 
Engeland · 
Grenada · 
Guadeloupe ·
Guatemala · 
Guyana · 
Haïti · 
Honduras · 
Iran · 
Jamaica · 
Japan · 
Kameroen ·
Mexico · 
Montserrat ·
Nederlandse Antillen · 
Nicaragua · 
Noord-Ierland ·
Noorwegen ·
Paraguay · 
Peru · 
Portugal · 
Puerto Rico · 
Qatar ·
Saint Lucia · 
Saoedi-Arabië ·
Servië ·
Spanje · 
Taiwan · 
Trinidad en Tobago ·
Tunesië ·  
Uruguay ·  
Venezuela · 
Verenigde Staten ·
Wales ·
Zuid-Afrika ·
Zuid-Korea ·
Zwitserland
België (2018) ·
Engeland (2018) ·
Tunesië (2018)
QFA · A-internationals · Bondscoaches · Statistieken · Qatarees vrouwenelftal · Qatar U21 · Qatar U20 · Qatar U19 · Qatar U18 · Qatar U17
1970 – 1979 ·
1980 – 1989 ·
1990 – 1999 ·
2000 – 2009 ·
2010 – 2019 ·
2020 − 2029
OS 1984 · 
OS 1992
1970 · 
1971 · 
1972 · 
1973 · 
1974 · 
1975 · 
1976 · 
1977 · 
1978 · 
1979 · 
1980 · 
1981 · 
1982 · 
1983 · 
1984 · 
1985 · 
1986 · 
1987 · 
1988 · 
1989 · 
1990 · 
1991 · 
1992 · 
1993 · 
1994 · 
1995 · 
1996 · 
1997 · 
1998 · 
1999 · 
2000 · 
2001 · 
2002 · 
2003 · 
2004 · 
2005 · 
2006 · 
2007 · 
2008 · 
2009 · 
2010 · 
2011 · 
2012 · 
2013 · 
2014 ·
2015 ·
2016 ·
2017 ·
2018 ·
2019 ·
2020 ·
2021 ·
2022 ·
2023 ·
2024
Afghanistan ·
Albanië ·
Algerije ·
Andorra ·
Argentinië ·
Australië ·
Azerbeidzjan ·
Bahrein ·
Bangladesh ·
België ·
Bhutan ·
Bosnië en Herzegovina ·
Brazilië .
Bulgarije ·
Burkina Faso ·
Cambodja ·
Canada ·
Chili ·
China ·
Colombia ·
Congo-Kinshasa ·
Costa Rica ·
Curaçao ·
Ecuador ·
Egypte ·
El Salvador ·
Estland ·
Filipijnen ·
Finland ·
Georgië ·
Ghana ·
Grenada ·
Griekenland ·
Guatemala ·
Haïti ·
Honduras ·
Hongarije ·
Hongkong ·
Ierland ·
IJsland ·
India ·
Indonesië ·
Irak ·
Iran ·
Ivoorkust ·
Jamaica ·
Japan ·
Jemen ·
Jordanië ·
Kazachstan ·
Kenia ·
Kirgizië ·
Koeweit ·
Kroatië ·
Laos ·
Letland ·
Libanon ·
Libië ·
Liechtenstein ·
Luxemburg ·
Malediven ·
Maleisië ·
Mali ·
Malta ·
Marokko ·
Mauritius ·
Mexico ·
Moldavië ·
Myanmar ·
Nederland ·
Nieuw-Zeeland ·
Noord-Ierland ·
Noord-Korea ·
Noord-Macedonië ·
Noorwegen ·
Oezbekistan ·
Oman ·
Pakistan ·
Palestina ·
Panama ·
Paraguay ·
Peru ·
Portugal ·
Rusland ·
Saoedi-Arabië ·
Schotland ·
Senegal ·
Servië ·
Singapore ·
Slovenië ·
Soedan ·
Sri Lanka ·
Syrië ·
Tadzjikistan ·
Thailand ·
Tsjechië ·
Tunesië ·
Turkije · 
Turkmenistan ·
Verenigde Arabische Emiraten ·
Verenigde Staten ·
Vietnam ·
Wales ·
Zimbabwe ·
Zuid-Korea ·
Zweden ·
Zwitserland
Ecuador (2022) ·
Nederland (2022)